# Губайдуллин, Гариф Шакирович
Гариф Шакирович Губайдуллин (Гариф Губай) (тат. Гариф Гобәйдуллин, Ğärif Ğöbäydullin или тат. Гариф Гобәй, Ğärif Ğöbäy)— советский поэт и писатель, государственный и политический деятель.

## Биография
Родился в 1907 году в Казани. Член КПСС.
Образование высшее (окончил Казанский педагогический институт)
С 1930 года — на хозяйственной, общественной и политической работе.
До 1936 гг. — редактор художественного вещания Татарского радиокомитета.
- В 1936—1940 гг. — литературный сотрудник и редактор в Главном управлении по делам литературы и издательств.[1]
- В 1940—1946 гг. — председатель Татарского радиокомитета.[1]
- В 1950—1953 гг. — председатель правления Союза писателей ТАССР.[1]

C 1953 гг. — на творческой работе.
Умер в Казани в 1983 году.

## Творчество
- «Көмеш канат» («Серебряное крыло»), 1934;
- «Маякчы кызы» («Дочь бакенщика»), 1938;
- «Замана балалары» («Дети нашего времени»), 1945;
- «Маратның язмышы» («Судьба Марата»), 1956;
- «Без үскәндә» («Когда мы росли»), 1959;
- «Ләйсән яңгыр» («Первый весенний дождь»), 1961;
- «Коръән серләре» («Тайны Корана»), 1967 и др.

Автор переводов на татарский язык книги «Тысяча и одна ночь» («Мең дә бер кич», 1940 г.), повести А.Первенцева «Честь смолоду» («Намуслы яшьлек», 1950 г.), романа А.Толстого «Пётр Первый» («Пётр патша», 1966 г.) и др.